# Mohave County
Mohave County er et amt i den nordvestlige del af delstaten Arizona, USA, med byen Kingman som hovedsæde. Amtet grænser op til Utah, Nevada og Californien. Befolkningstallet var i 2015 på 204.000.
Mohave County blev grundlagt den 21. december 1864 og var et af de fire originale amter i Arizona-territoriet. Den nordlige del af amtet var kendt som Pai-ute (Pah-ute) County i 1870, men i 1871 blev det tilføjet Mohave County og dermed sluttede dette amts korte eksistens.
Amtets hovedsæde var Cerbat, som mistede titlen til Mineral Park (grundlagt i 1871) i 1873. Jernbanens ankomst til Mineral Park bragte samtidigt nedgang til byen da det samme jernbanespor førte igennem jernbanestationen Kingman, som voksede hurtigere og i 1887 havde indbyggere nok til at overtage titlen som amtshovedsæde.